# Wolf-Dieter Schuegraf
Wolf-Dieter Schuegraf (né le 28 novembre 1940 à Munich) est un bibliothécaire allemand et ancien directeur de la bibliothèque de la ville de Brunswick (de).

## Biographie
Schuegraf étudie le commerce et l'économie ainsi que le droit. Le 16 juin 1980, il succède à Ottokar Israel (de) à la tête de la bibliothèque de la ville et de la bibliothèque publique. Parallèlement, il assure l'intérim de la direction des archives de la ville de Brunswick (de) jusqu'au 31 décembre 1980. Manfred R. W. Garzmann (de) lui succède à ce poste. Luitgard Camerer lui succède à la direction de la bibliothèque de la ville. Avec Herbert Blume (de), il est en outre membre du comité directeur de l'association littéraire de Brunswick
Schuegraf vit dans le quartier de Mascherode à Brunswick, dont il contribue à décrire l'histoire en 2016 dans la brochure commémorative 825 Jahre Mascherode.

## Œuvres (sélection)
en tant que (co-)éditeur :
- avec Manfred R. W. Garzmann (de): Jubiläumsschrift: 125 Jahre Stadtarchiv. 125 Jahre Stadtbibliothek. 75 Jahre Öffentliche Bücherei. Brunswick 1985,  (ISBN 3-87884-029-2).
- avec Manfred R. W. Garzmann: Raabe-Verzeichnis. Bestände in Braunschweig, Marbach/Neckar und Wolfenbüttel. Brunswick 1985,  (ISBN 3-87884-030-6).
- avec Manfred R. W. Garzmann et Thomas Ostwald (de): Gerstäcker-Verzeichnis. Erstausgaben, gesammelte Werke und Sekundärliteratur mit Nachweis im Stadtarchiv Braunschweig, in der Stadtbibliothek Braunschweig und in der Friedrich-Gerstäcker-Gesellschaft Braunschweig. Brunswick 1986.
- avec Heinz-Joachim Tute, Marcus Köhler: Gartenkunst in Braunschweig. Von den fürstlichen Gärten des Barock zum Bürgerpark der Gründerzeit. Stadtbibliothek, Braunschweig 1989,  (ISBN 3-87884-037-3) (Braunschweiger Werkstücke. 76 / Reihe A. Veröffentlichungen aus dem Stadtarchiv und der Stadtbibliothek. Volume 26).
- avec Luitgard Camerer, Manfred R. W. Garzmann und Norman-Mathias Pingel: Braunschweiger Stadtlexikon. Joh. Heinr. Meyer Verlag, Brunswick 1992,  (ISBN 3-926701-14-5).
- avec Margot Ruhlender: Büketubben: Geschichte der Badekultur in Braunschweig von 1671–1993. Joh. Heinr. Meyer, Brunswick 1994,  (ISBN 3-926701-23-4).
- avec Manfred R. W. Garzmann und Norman-Mathias Pingel (dir.): Braunschweiger Stadtlexikon – Ergänzungsband. Joh. Heinr. Meyer Verlag, Brunswick 1996,  (ISBN 3-926701-30-7).